# Военно-воздушные силы Армении
Военно-воздушные силы Армении (арм. Հայաստանի Ռազմաօդային Ուժեր) — один из видов вооружённых сил Республики Армения.

## Пункты базирования

Военно-воздушные базы Армении

Армения обладает двумя специализированными базами ВВС.
| Место расположения | Код ИКАО | Координаты                      | Номер полка и/или обозначение авиабазы | ВПП (длина, покрытие) | Техническое оснащение                                                |
| ------------------ | -------- | ------------------------------- | -------------------------------------- | --------------------- | -------------------------------------------------------------------- |
| Гюмри              | UDSG     | 40°45′07″ с. ш. 43°51′35″ в. д. | Аэродром Ширак                         | 3250 м, бетон         | 1 МиГ-25, 15 Су-25, 4 Л-39                                           |
| Ереван             | UDYE     | 40°07′28″ с. ш. 44°27′57″ в. д. | Аэродром Эребуни                       | 2750 м, бетон         | 17 МиГ-29 (ВВС РФ) 2 Ил-76, 15 Ми-24, 7 Ми-8, 1 Ан-32 Су-35,4 Су-27, |

## Боевой состав
| Обозначение формирования или части                                                                                        | Вооружение и оснащение | Место расположения |
| --- | ---------------------- | ------------------ |
| 15-я авиабаза |                        |                    |
| 121 авиабаза |                        |                    |
| Учебная авиаэскадрилья |                        |                    |
| N-й отдельный батальон аэродромно-технического обслуживания NN-й отдельных батальона аэродромно-технического обслуживания |                        |                    |
| Зенитно-ракертая бригада                                                                                                  |                        |                    |
| N-й зенитно-ракетный полк NN-й зенитно-ракетный полк                                                                      |                        |                    |
| Отдельная радиотехническая бригада                                                                                        |                        |                    |

## Техника и вооружение
| Тип                              | Производство    | Назначение                  | Количество                                              | Примечания | Изображения     |
| Боевые самолёты                  | Боевые самолёты | Боевые самолёты             | Боевые самолёты                                         | Боевые самолёты | Боевые самолёты |
| -------------------------------- | --------------- | --------------------------- | ------------------------------------------------------- | --- | --------------- |
| Су-30СМ                          | Россия          | Многоцелевой истребитель    | 4                                                       | Армения получила 4 единиц Су-30см всего Армения планировала купить 12 единиц до 2024 года                                                                                                 |                 |
| Су-25 Су-25УБК                   | СССР            | Штурмовик Учебно-боевой     | 13 1                                                    | 5 получены из Грузии, 9 Су-25К и 1 Су-25УБК приобретены в Словакии в 2004 году. |                 |
| Учебные самолёты                 |                 |                             |                                                         | |                 |
| Aero L-39C Albatros              | Чехословакия    | Учебно-боевой               | 4                                                       | 2 приобретены у Украины в 2004 году, и ещё 4 в 2010—2011 годах. По другим данным 8 единиц                                                                                                 |                 |
| Як-52                            | Румыния         | Учебный самолёт             | 10                                                      | |                 |
| Транспортные самолёты            |                 |                             |                                                         | |                 |
| Ил-76М                           | СССР            | Военно-транспортный самолёт | 3                                                       | 2 переданы Россией в 2004 году по договору о коллективной безопасности |                 |
| Пассажирские самолёты            |                 |                             |                                                         | |                 |
| Airbus A319CJ                    | Франция         | Административный самолёт    | 1                                                       | |                 |
| Вертолёты                        |                 |                             |                                                         | |                 |
| Ми-24П Ми-24К Ми-24Р             | СССР            | Ударный вертолёт            | 7 2 2                                                   | 7 — транспортно-боевой 2 — разведчик-корректировщик 2 — РХБ-разведчик. |                 |
| Ми-8МТ Ми-8МТВ-5                 | СССР/ Россия    | Многоцелевой вертолёт       | 10 4                                                    | По другим данными 15 единиц. В 2022 Армения получила 4 боевых Ми-8МТВ-5 |                 |
| Ми-9                             | СССР            | Воздушный командный пункт   | 2                                                       | |                 |
| Ми-2                             | Польша          | Многоцелевой вертолёт       | 7                                                       | |                 |
| Беспилотные летательные аппараты |                 |                             |                                                         | |                 |
| Крунк                            | Армения         | Разведывательный БПЛА       | 30 единиц на 2017 год                                   | |                 |
| Базе                             | Армения         | Разведывательный БПЛА \|    |                                                         | |                 |
| X-55 Army-55M                    | Армения         | Разведывательный БПЛА       | 15 единиц                                               | |                 |
| Системы ПВО                      |                 |                             |                                                         | |                 |
| С-300ПТ С-300ПС                  | Россия          | ЗРК дальнего действия       | 5 дивизионов С-300 ПТ-1/ПС (по другим данным — С-300ПС) | 2 дивизиона С-300ПС и 144 ракеты 5В55У закуплены у России в 2007 году . Минимум 9 ПУ 5П85Д/С и 4 радиолокатора подсвета и наведения 30Н6, а также 4 РЛС 36Д6 были уничтожены в 2022 году. |                 |

Остальное вооружение ПВО в составе Сухопутных войск Армении.
Опознавательным знаком воздушных судов ВВС Армении являются три концентрических окружности цветов национального флага Армении — красный внешний, синий средний и оранжевый внутренний.

Опознавательный знак ВВС Армении
Опознавательный знак ВВС Армении (вариант)

## Знаки различия

### Генералы и офицеры
| Категории               | Генералы       | Генералы          | Генералы          | Генералы      | Старшие офицеры | Старшие офицеры | Старшие офицеры | Младшие офицеры | Младшие офицеры   | Младшие офицеры | Младшие офицеры   |
| ----------------------- | -------------- | ----------------- | ----------------- | ------------- | --------------- | --------------- | --------------- | --------------- | ----------------- | --------------- | ----------------- |
|                         |                |                   |                   |               |                 |                 |                 |                 |                   |                 |                   |
| Армянское звание        | Բանակի գեներալ | գեներալ- գնդապետ  | Գեներալ-լեյտենանտ | Գեներալ-մայոր | Գնդապետ         | Փոխգնդապետ      | Մայոր           | Կապիտան         | Ավագ լեյտենանտ    | Լեյտենանտ       | կրտսեր լեյտենանտ  |
| Российское соответствие | Генерал армии  | Генерал-полковник | Генерал-лейтенант | Генерал-майор | Полковник       | Подполковник    | Майор           | Капитан         | Старший лейтенант | Лейтенант       | Младший лейтенант |
|                         |                |                   |                   |               |                 |                 |                 |                 |                   |                 |                   |
| эквивалент              | OФ-9           | OФ-8              | OФ-7              | OФ-6          | OФ-5            | OФ-4            | OФ-3            | OФ-2            | OФ-1              | OФ-1            | OФ-1              |

### Сержанты и солдаты
|                         |                   |           |          |                 |         |                 |          |          |  |  |  |
| Армянское звание        | Ավագ ենթասպա      | Ենթասպա   | Ավագ     | Ավագ սերժանտ    | Սերժանտ | Կրտսեր սերժանտ  | Եֆրեյտոր | Շարքային |  |  |  |
| Российское соответствие | Старший прапорщик | Прапорщик | Старшина | Старший сержант | Сержант | Младший сержант | Ефрейтор | Рядовой  |  |  |  |
|                         |                   |           |          |                 |         |                 |          |          |  |  |  |
| эквивалент              | OP-9              | OP-9      | OP-8     | OP-7            | OP-6    | OP-5            | OP-2     | OP-1     |  |  |  |